# Angelo Angioni
Pour les articles homonymes, voir Angioni.
Angelo Angioni (né le 14 janvier 1915 à Bortigali et mort le 15 septembre 2008  à José Bonifacio, est un prêtre catholique italien, missionnaire au Brésil, connu pour avoir fondé l'Institut Missionnaire Cœur Immaculé et pour avoir été le curé très réputé de José Bonifacio, où il œuvra pendant 51 ans. L'Église catholique a entamé la cause pour sa béatification.

## Biographie
Angelo Angioni naît le 14 janvier 1915 à Bortigali dans une famille modeste et ancrée dans la religion catholique. Il est le cinquième enfant d'Antonio et Maria Grazia Angioni. Quelques mois après sa naissance, le 24 mai, son père est envoyé sur le front autrichien. Il ne reviendra que deux ans plus tard, en 1917. À son retour, la famille déménage à Ozieri. Ils habitent tout près de l'église Santa Lucia, où ils sont pris en main par les curés de la paroisse qui sont des prêtres cultivés et dynamiques. C'est grâce à eux qu'Angelo découvre sa vocation sacerdotale. Son frère, Giuseppe Antonio, deviendra évêque.
En 1926, il entre au séminaire d'Ozieri, cinq ans après son frère. Pour le financement des études de ses fils, le père doit vendre de nombreux biens et redoubler de travail. Mais rapidement, Angelo Angioni sent que sa vocation n'est pas d'être prêtre diocésain mais d'être missionnaire. En 1932, il intègre l'Institut pontifical pour les missions étrangères à Milan, où il est accueilli par le supérieur général, le bienheureux Paolo Manna.
Alors qu'il fait son noviciat, de graves problèmes de santé l'obligent à retourner dans sa famille en 1935. Il finira ses études en théologie et philosophie à Ozieri. Le 31 juillet 1938, il reçoit l'ordination sacerdotale au séminaire de Cuglieri. Dès lors, il est nommé vicaire à la paroisse Santa Lucia d'Ozieri.
En 1951, Angelo Angioni est envoyé comme missionnaire dans le diocèse de São José do Rio Preto, au Brésil. Il est nommé à la paroisse José Bonifacio, où il restera jusqu'à sa mort. Il écrit de nombreux livres de vie spirituelle et propage la dévotion au Cœur immaculé de Marie. Pour accompagner l'œuvre des missionnaires européens, il fonde aussi l'Institut Missionnaire Cœur Immaculé (IMCI), qui rassemble des prêtres et des laïcs brésiliens.
Surnommé le curé d'Ars de José Bonifacio, il se distinguait par sa vie de prière, son austérité et sa proximité avec ses paroissiens. Il faisait œuvre de créativité pour ramener les gens à l'église. Les dernières années de sa vie, il prêche sur le parvis de son église devant des centaines de personnes venues de toutes la région. L'enquête pour sa béatification rapporte qu'il aurait connu des expériences mystiques et notamment des locutions intérieures.

## Vénération et béatification
En 2015, la Congrégation pour les causes des saints autorise le diocèse de São José do Rio Preto d'ouvrir la cause en béatification et canonisation d'Angelo Angioni.
Le 8 juin 2015, les autorités ecclésiastiques procèdent à l'exhumation des restes d'Angelo Angioni. Le cadavre est réduit à l'état de squelette, hormis le cœur qui est intact. Cette découverte est déclarée inexplicable pour les médecins légistes présents à l'exhumation, provoquant l'engouement médiatique.